# Grupo Benati
El Grupo Benati (Benati S.p.A.) fue un grupo industrial con sede en Imola, fabricante de equipos de construcción. Su actividad comienza en 1887 bajo la dirección de Andrea Benati. Desde 1961 Renato Bacchini convierte la empresa en un grupo industrial. Actualmente la empresa se integra en división de construcción de New Holland, empresa integrada en CNH, filial de maquinária agrícola y de construcción del conglomerado industrial italiano Fiat Group.

## Historia

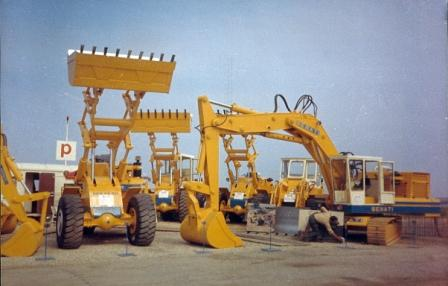
Material Benati.

El Grupo Benati fue fundada por Renato Bacchini 14 de abril de 1961, aunque la sociedad Benati existía desde 1887, creada por Andrea Benati, empresario de Imola.
La pequeña empresa de construcción de herramientas para la agricultura, principalmente arados, permanecer operativa hasta mediados de 1950.
Renato Bacchini se hace cargo de la empresa, funda Benati S.p.A., y orienta la empresa hacia la producción de equipos para movimiento de tierras.
En 1961, la empresa fabrica su primera máquina de movimiento de tierras, la MAX 70, una excavadora con pala mecánica.
Poco después aparecen las palas cargadoras, gama conocida como "GM". A mediados de la década de 1960, el grupo había adquirido reputación no sólo en Italia sino también en otros muchos países europeos donde exportaba sus productos, así como en los países del Este, en particular Yugoslavia y Bulgaria, donde la marca era reconocida por la robustez y fiabilidad de sus productos.
En la década de 1960, Renato Bacchini decide, por razones puramente personales, crear tantas empresas como distintas líneas de productos había, una idea muy innovadora para su época.
Para la década de 1970, llega a un acuerdo con la empresa argentina Tortone (situada en la localidad de Córdoba, en la provincia homónima) para la producción de maquinaria vial y de construcción.

## Filiales

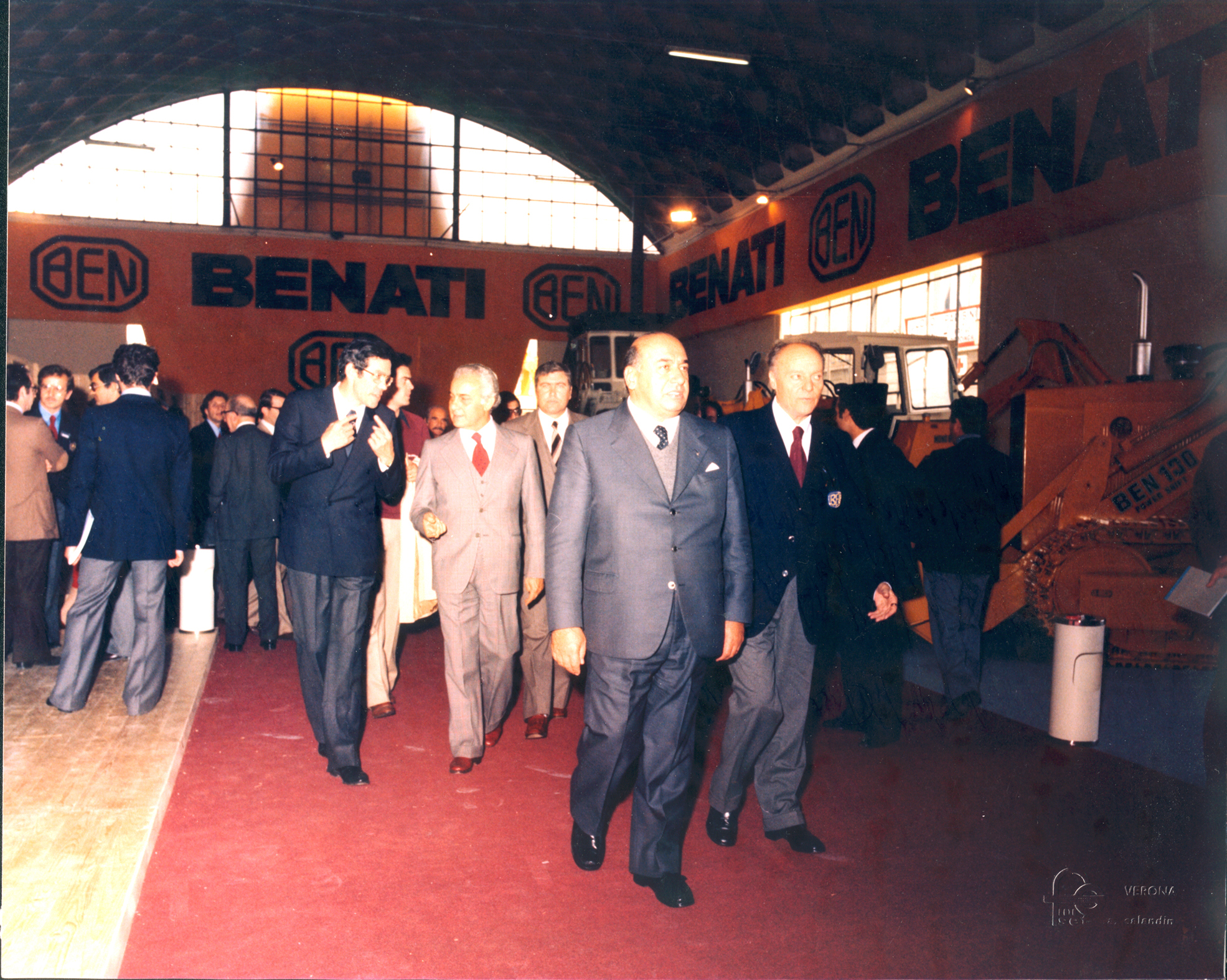
Stand de Benati en la Féria de Plovdiv, Bulgaria, en 1970.

Las sociedades del Grupo Benati fueron las siguientes:
- Benati S.p.A.

Creada en Imola el 14 de abril de 1961, dispone de un terreno de 107.000 m² y 22.000 m² de talleres; 16 filiales de venta en Italia y numerosos distribuidores en el extranjero.
- BEN S.p.A.

Creada en Bubano di Mordano, provincia de Bolonia el 29 de marzo de 1969, disponía de un terreno de 54.000 m² y de 8.000 m² de talleres.
- Ma.Ter S.p.A.

Creada en à Bubano di Mordano Bologne el 29 de marzo de 1969, disponía de un terreno de 14.000 m² y 5.000 m² de talleres.
- Mond-Ben S.p.A.

Creada en Portomaggiore, provincia de Ferrara el 7 de agosto de 1969, disponía de un terreno de 74.000 m² y 8.000 m² de talleres.
- Benati USA Inc.

Sociedad creada en Upper Marlboro, Maryland, EE. UU., el 3 de julio de 1985. Se encargó de la venta del material del grupo en Estados Unidos y Canadá.
- Benati UK Ltd.

Sociedad encargada de la comercialización de la gama Benati en el Reino Unido.
- Faco Oleodinamica S.p.A.

Sociedad del grupo que se responsabilizó de la producción y la comercialización de componentes oleodinámicos para otros constructores mundiales.
- Unit S.p.A.

Sociedad del grupo que se responsabilizó de la producción y comercialización de los componentes mecánicos (cilindros, actuadores hidráulicos, juntas rotativas) para la gama de maquinaria para la industria y la agricultura.